# Tessa Veldhuis
Tessa Veldhuis (Utrecht, 6 mei 1989) is presentatrice, sportverslaggeefster en voormalig rugby sevens international. Naast het verslaan van rugby interlands voor Ziggo Sport presenteerde Veldhuis onder andere 'Studio Rio' en 'Studio Korea' voor het AD en was zij 1 van de gezichten van Eurosport tijdens de Spelen van Tokyo 2020. 

## Biografie
Na het Atheneum startte Veldhuis in 2009 aan de Academie voor Lichamelijke Opvoeding te Amsterdam. Dit wist ze te combineren met een carrière als rugby international richting de Olympische Spelen van Rio de Janeiro. In 2015 is Veldhuis als international bij de Oranje rugbysters gestopt vanwege gezondheidsredenen. Na een lang herstel pakte ze de draad weer op als LO-docent, presentatrice en sportverslaggeefster.

## Rugby sevens
Veldhuis en haar ploeggenoten waren de eerste professionele rugby sevens speelsters van de wereld. Hoogtepunten uit haar carrière zijn landskampioenschappen, bronzen medailles op Europees kampioenschappen en Bowl- en Plate-winnaars van World Serie toernooien. Voor de Olympische Spelen in Rio kwam het team op het einde van de rit toch te kort. Veldhuis zette een punt achter haar topsportcarrière, waarna ze aan de slag ging als presentatrice.